# آندروس، باهاما
آندروس، باهاما (انگلیسی: Andros, Bahamas) یک جزیره در مجمع‌الجزایر باهاما است که بزرگترین جزیره در میان ۲۶ جزیره مسکونی این کشور محسوب می‌شود.

## خصوصیات
جزیره آندروس ۵٬۹۵۷ کیلومترمربع مساحت و ۷٬۳۸۶ نفر جمعیت دارد.

## نگارخانه

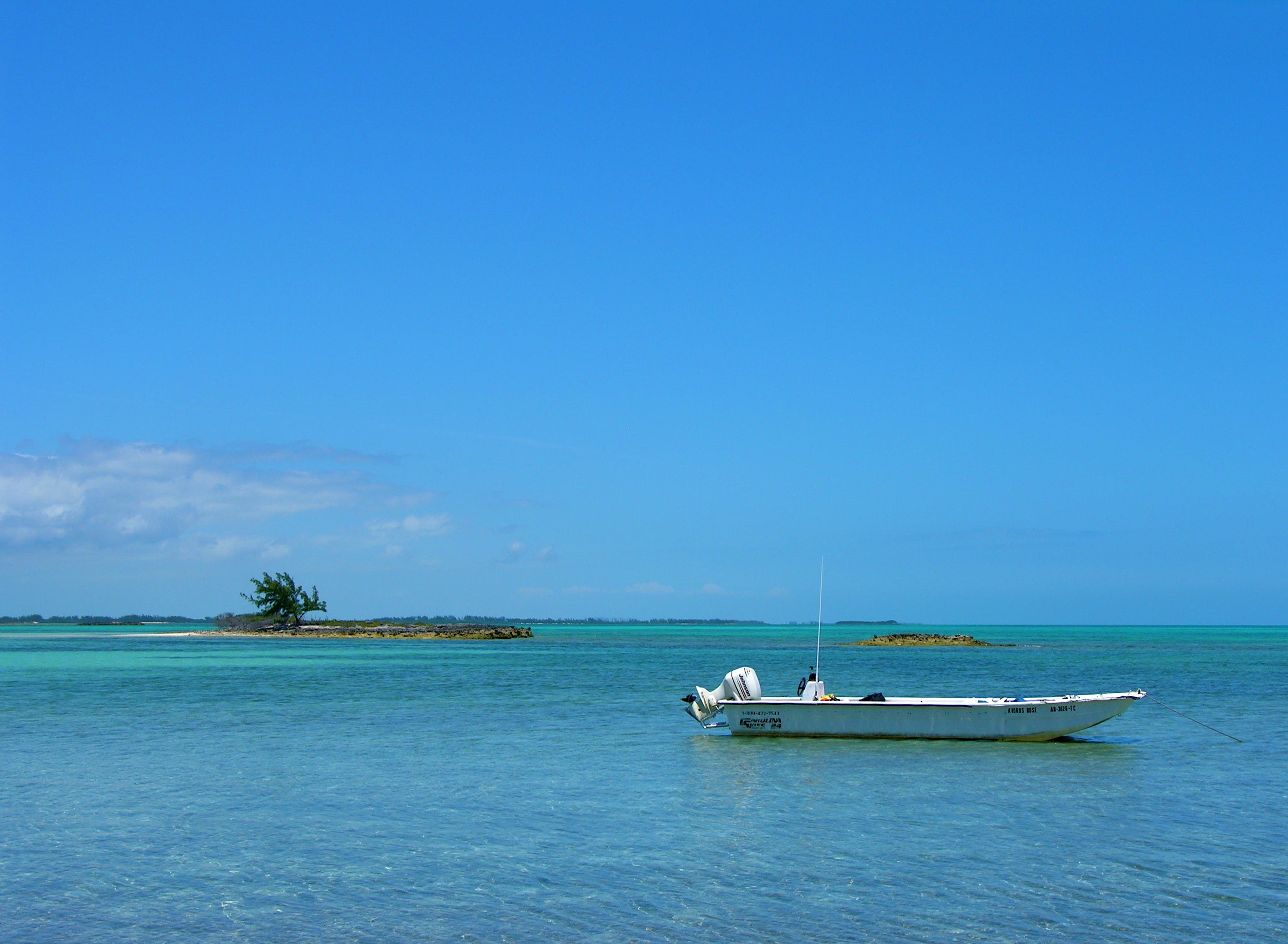
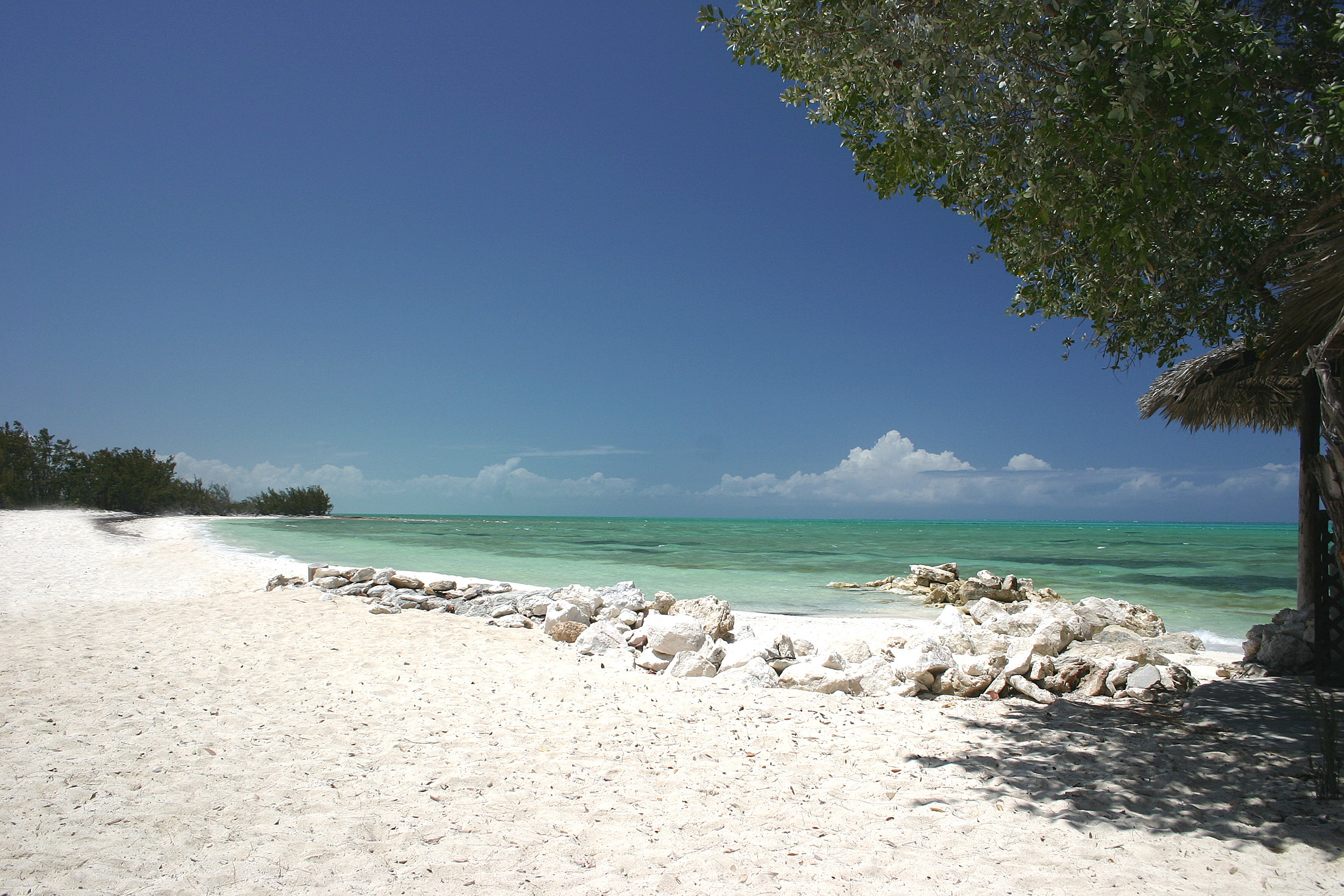